# Astronomy Picture of the Day
Site-ul web Astronomy Picture of the Day (APOD) este un serviciu oferit de NASA și Michigan Technological University (MTU). Conform site-ului, „în fiecare zi, este prezentată o fotografie a universului nostru, împreună cu o scurtă explicație scrisă de un astronom profesionist.”
Fotografia nu este neapărat realizată în aceeași zi cu afișarea ei, iar imaginile uneori se repetă.
Imaginile și descrierile sunt, însă, legate de evenimente de actualitate în astronomie și explorarea spațiului. Textul are mai multe legături către alte imagini și alte site-uri web cu informații suplimentare. Imaginile sunt fie fotografii, imagini realizate la alte lungimi de undă și afișate în culori false, filme, animații sau desene artistice. Imaginile trecute sunt stocate în arhiva APOD, prima imagine datând din 16 iunie 1995. Această inițiativă a primit susținerea NASA, National Science Foundation și MTU. Imaginile aparțin adesea unor persoane și organizații din afara NASA, și deci imaginile APOD sunt adesea sub incidența drepturilor de autor, spre deosebire de multe alte galerii de imagini de la NASA.
APOD a fost prezentat la o întrunire a American Astronomical Society în 1996.
Practica utilizării de hypertext a fost analizată într-o lucrare din 2000.
A primit Premiul Sci/Tech Web din partea Scientific American în 2001. În 2002, website-ul a fost subiectul unui interviu cu Nemiroff la CNN Saturday Morning News.
În 2003, cei doi autori au publicat o carte intitulată Universul: 365 de zile la Harry N. Abrams, o colecție a celor mai bune imagini din APOD.